# Äntligen - Marie Fredrikssons bästa 1984–2000

Az Äntligen – Marie Fredrikssons Basta 1984-2000' című album a svéd énekes-dalszerző Marie Fredriksson első válogatásalbuma, mely 2000 március 31-én jelent meg az EMI kiadónál. Az albumot Fredriksson maga válogatta, mely tartalmazza kedvenc dalait. Az album sikeres volt szülőföldjén, és 8 hetet töltött a svéd albumlista 1. helyén, melyet a svéd hanglemezgyártók szövetsége háromszoros platina helyezéssel jutalmazott a több mint 250.000 példányszámot meghaladó eladások miatt. 

## Előzmények és felvételek
Az album tartalmazza a Het vind 1984-es debütáló album valamennyi dalát, azonban nem került fel a lemezre a "Silver i din hand", az 1986-os Den sjunde vågen című albumról, valamint a limitált kiadású "Ber bara en gång" című kislemez sem, az I en tid som vår című 1996-os stúdióalbumról, valamint az  Anni-Frid Lyngstad-tal közös duett az "Alla mina bästa år" sem szerepel a válogatáslemezen. Ezt csak 1997-ben Frida Djupa andetag című lemezén jelentették meg, valamint kislemezen.
A lemez korábban két ki nem adott felvételt tartalmaz, melyet korábban kislemezen jelentettek csak meg. Az Äntligen vezető kislemezként Top 40-es sláger lett Svédországban. A dal remix változatát új címen "Det som var nu" címen jelentették meg, mely szintén szerepel az albumon. Az albumon szerepel továbbá Patrik Isakssonnal egy közös duett, a "Det som var nu", mely a 2. kimásolt dal volt az albumról. Ez az 59. helyezett volt a slágerlistán. A dalt újra felvették, melyet eredetileg az 1999-es Roxette album, a "Have a Nice Day" című stúdióalbumra szántak. A dal angol változatának demója,  melynek a  "Always the Last to Know" volt a címe, az EMI volt munkatársa kiszivárogtatta az internetre 2002-re, és egy bootleg CD-t is eladott egy holland lemezbörzén.

## Sikerek
Az album jelentős kereskedelmi siker volt Svédországban, ahol az 1. helyen debütált, és 8 egymást követő hétig volt slágerlistás helyezés. Ezután több mint 1 évig volt helyezett az albumlistán. Ez volt az ország 2. legkelendőbb albuma. Az első a The Beatles válogatásalbuma volt. 2001-ben a 87. legkelendőbb album volt, melyet végül háromszoros platina helyezéssel díjaztak a közel negyedmillió eladott példányszám alapján. Az album Norvégiában is sikeres volt, és a 6. helyre került. A norvég eladások alapján szintén helyezést ért el a 25.000 eladott példányszám alapján.
Az albumot a 18. helyszínből álló koncertkörút tette sikeressé Svédországban, mely az első szóló fellépése volt 1992 óta. Az Äntligen – Sommarturné egy kétlemezes boxból álló kiadvány, mely az élő felvételt és DVD-t tartalmazza a 2000. augusztus 10-i stockholmi előadásról. A kiadvány november 24-én jelent meg.

## Számlista
| 1.    | Äntligen                                              | "Finally"                                     | 4:02 |
| 2.    | Det som var nu (with Patrik Isaksson)                 | "That What Was Now"                           | 6:37 |
| 3.    | Ännu doftar kärlek (from Het vind, 1984)              | "Still the Scent of Love"                     | 3:43 |
| 4.    | Den bästa dagen (from Den sjunde vågen, 1986)         | "The Best Day"                                | 4:34 |
| 5.    | Mot okända hav (from Den sjunde vågen)                | "Toward Unknown Seas"                         | 3:49 |
| 6.    | Den sjunde vågen (from Den sjunde vågen)              | "The Seventh Wave"                            | 5:56 |
| 7.    | Ett hus vid havet (from Den sjunde vågen)             | "A House By the Sea"                          | 1:29 |
| 8.    | Efter stormen (from Efter stormen, 1987)              | "After the Storm"                             | 4:00 |
| 9.    | Om du såg mej nu (from Efter stormen)                 | "If You Saw Me Now"                           | 4:01 |
| 10.   | Bara för en dag (from Efter stormen)                  | "Just for a Day"                              | 4:42 |
| 11.   | Sparvöga (non-album single, 1989)                     | "Sparrow-eye" (or "Hawk-eye")                 | 4:07 |
| 12.   | Så stilla så långsamt (from Den ständiga resan, 1992) | "So Still, So Slow"                           | 5:40 |
| 13.   | Så länge det lyser mittemot (from Den ständiga resan) | "As Long as There Is Light on the Other Side" | 5:10 |
| 14.   | Mellan sommar och höst (from Den ständiga resan)      | "Between Summer and Autumn"                   | 4:17 |
| 15.   | I en tid som vår (from I en tid som vår, 1996)        | "In a Time Like Ours"                         | 5:51 |
| 16.   | Tro (from I en tid som vår)                           | "Hope"                                        | 4:56 |
| 17.   | Solen gick ner över stan (Äntligen/Klubbmix)          | "The Sun Went Down over the City"             | 3:33 |
| 76:35 |                                                       |                                               |      |

## Slágerlista
| Chart (2000)                                  | Legjobb helyezések |
| --------------------------------------------- | ------------------ |
| Norvégia (VG-lista)                           | 6                  |
| Svédország Swedish Albums (Sverigetopplistan) | 1                  |

| Slágerlista (2000)                            | Helyezések |
| --------------------------------------------- | ---------- |
| Svédország Swedish Albums (Sverigetopplistan) | 2          |
| Slágerlista (2001)                            | Helyezések |
| Svédország Swedish Albums (Sverigetopplistan) | 87         |

## Minősítések
| Ország                 | Minősítés  | Eladások |
| ---------------------- | ---------- | -------- |
| Norvégia (IFPI Norway) | arany      | 25.000   |
| Svédország (GLF)       | 3x platina | 25.000   |

## Kiadási előzmények
| Rágió       | Dátum             | Formátum | Label | Katalógus #      | Ref.   |
| ----------- | ----------------- | -------- | ----- | ---------------- | ------ |
| Skandinávia | 2000. március 31. | CD       | EMI   | 7243 5 25954-2 6 | [ 10 ] |